# Elettroforesi su gel di poliacrilammide

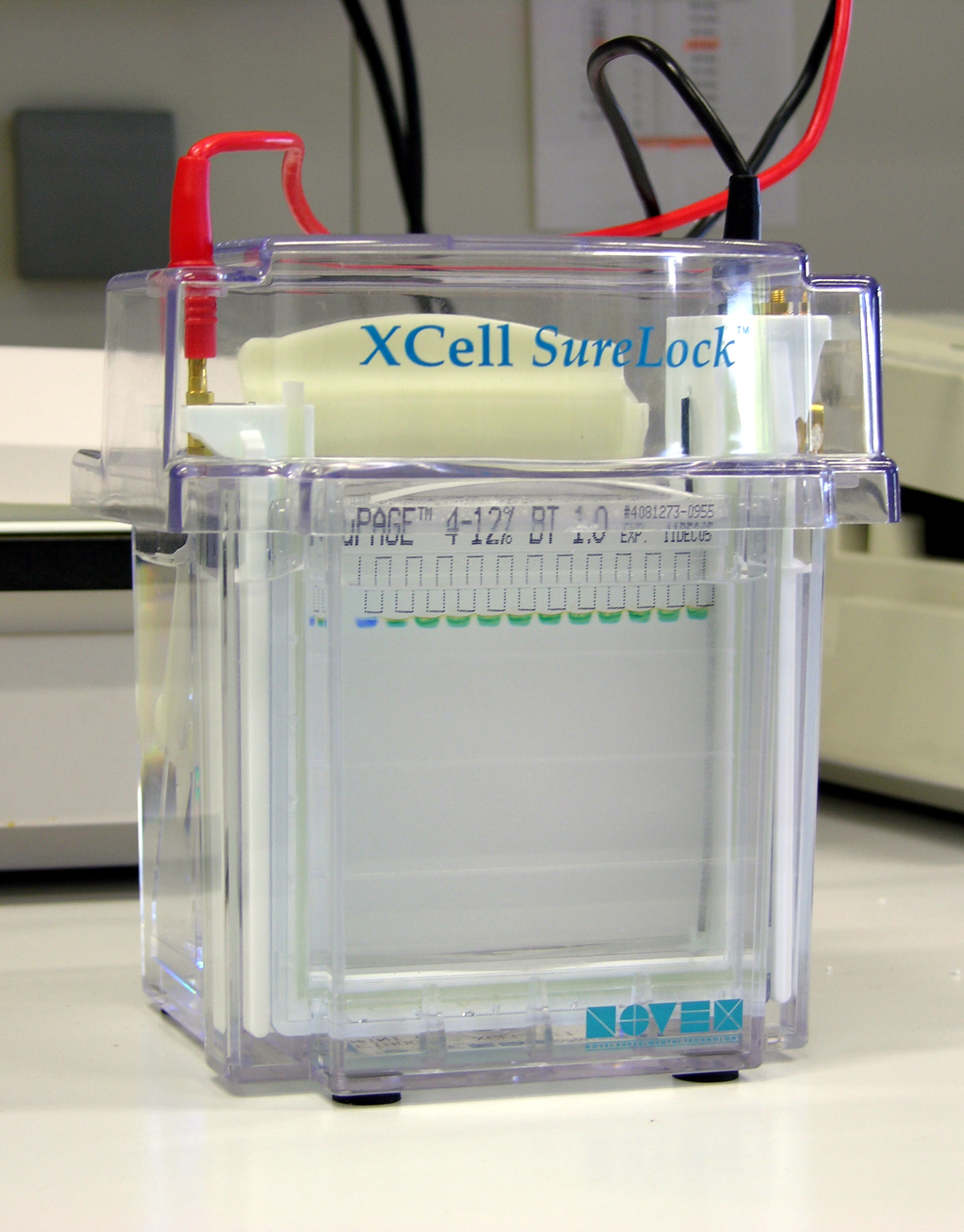
Vaschetta per elettroforesi su gel di poliacrilammide

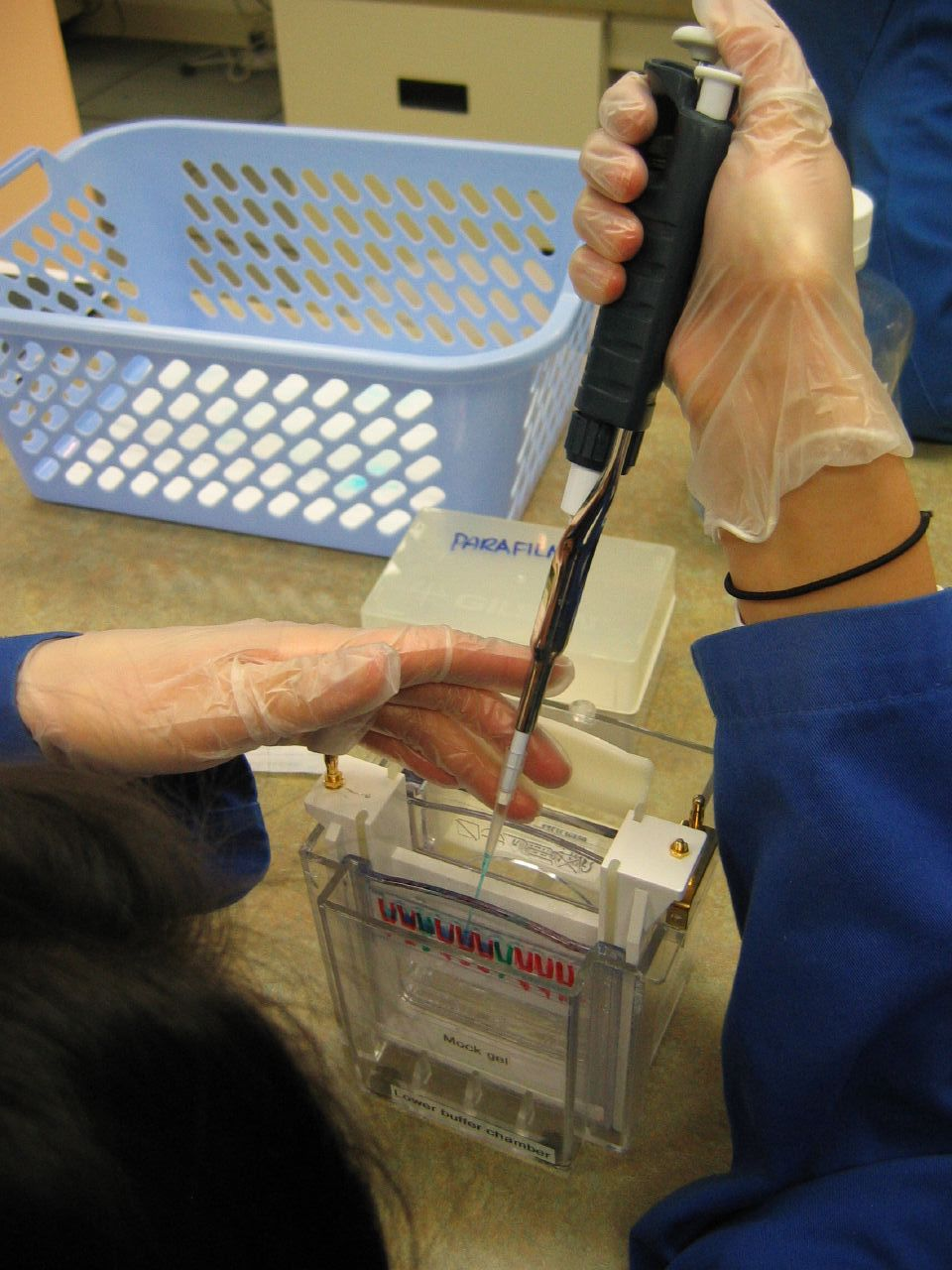
Caricamento dei campioni

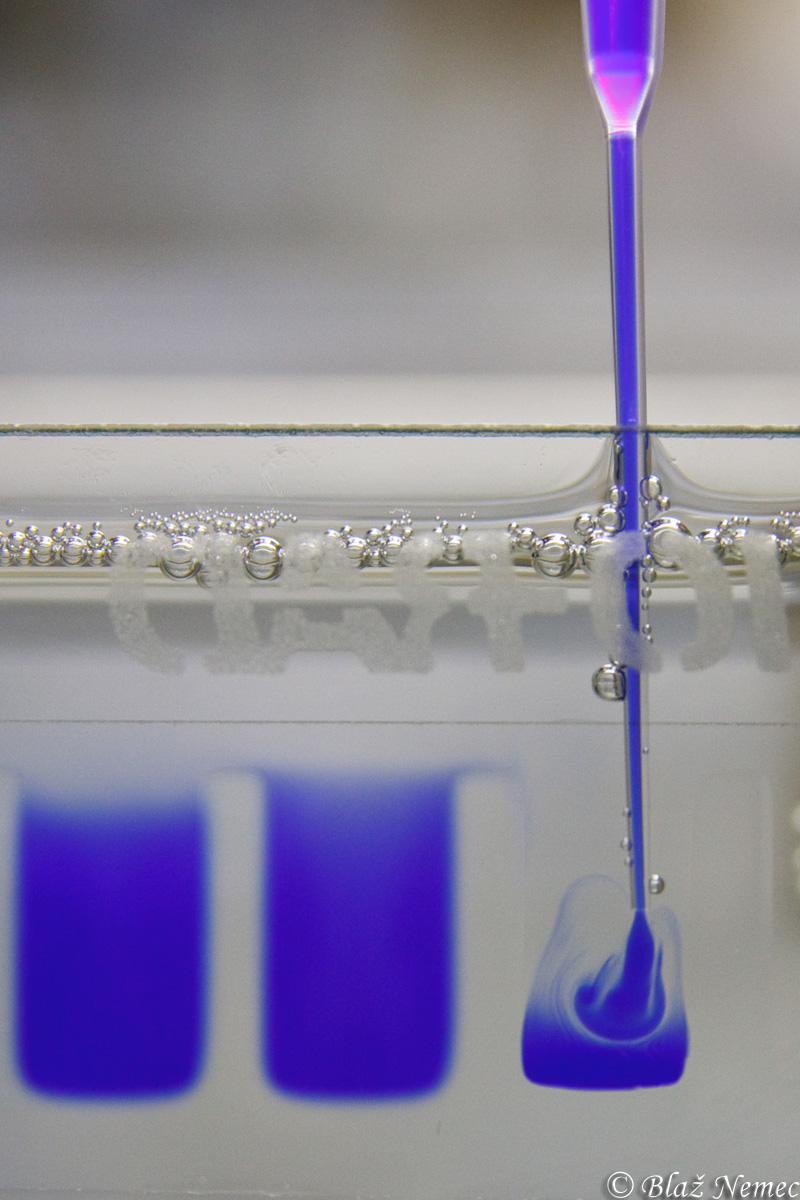
Particolare del caricamento di un pozzetto nel gel

L'elettroforesi su gel di poliacrilammide è una tecnica che serve principalmente per analizzare e separare le proteine, sfruttando le dimensioni e la carica delle proteine stesse, e nel sequenziamento del DNA.

## Composizione del gel
Il gel di poliacrilammide è composto da due parti: lo stacking gel e il running gel.
Il primo, posto nella parte superiore, rappresenta la porzione di gel all'interno del quale vengono creati i pozzetti di caricamento; inoltre consente di "impaccare" tutto il materiale caricato in modo che arrivi uniformemente sul fronte di corsa.
Il secondo invece è la porzione di gel dove avviene la vera e propria corsa elettroforetica che consente di separare il campione di interesse in base alle sue dimensioni.
Stacking gel e running gel hanno composizione uguale ma presentano una differente concentrazione di acrilammide (solitamente inferiore nello stacking gel).

## Preparazione del gel
Il gel per elettroforesi si ottiene grazie alla polimerizzazione di una soluzione costituita da un monomero monofunzionale, l'acrilammide (CH2=CH-CO-NH2), e uno bifunzionale, la N,N'-metilen-bis-acrilammide (CH2=CH-CO-NH-CH2-NH-CO-CH=CH2). 
La percentuale di queste sostanze all'interno della soluzione determina la dimensione dei pori del gel: maggiore è la percentuale di acrilammide e bis-acrilammide, minore sarà la dimensione dei pori. 
Affinché la soluzione così preparata polimerizzi, è necessario aggiungere il TEMED (tetrametiletilendiammina) che è il catalizzatore della reazione di polimerizzazione. Una volta aggiunto il TEMED si aggiunge l'iniziatore della reazione che è il persolfato di ammonio che innesca la reazione radicalica di polimerizzazione. Una volta aggiunto l'ammonio persolfato è consigliabile versare la soluzione all'interno dell'apparato di elettroforesi.
L'ossigeno che compete nella reazione è eliminato ponendo i reagenti in beute da vuoto; si pone la beuta inoltre in un recipiente contenente ghiaccio per ritardare la polimerizzazione e fare in modo che essa non si trasformi in gel prima di essere messa nei tubicini, o tra le lastrine.
Altro componente della soluzione è il TrisHCl, un buffer che mantiene costante il pH del gel, fattore indispensabile affinché le proteine mantengano la loro struttura.
Se durante la corsa elettroforetica si vogliono separare le proteine solo in base al loro peso molecolare, si deve aggiungere alla soluzione l'SDS (sodio dodecil solfato), che denatura e carica negativamente, in modo uniforme, tutte le proteine. Le proteine cariche negativamente correranno dal polo negativo (parte alta del gel) al polo positivo (parte bassa del gel) in base alla loro mobilità elettroforetica, che è inversamente proporzionale al peso molecolare. È possibile seguire la corsa elettroforetica tramite la visualizzazione di bande colorate dovute ad un marker specifico che viene caricato in un pozzetto del gel. Ad ogni banda corrisponde un peso specifico.

## Fotopolimerizzazione
La polimerizzazione dell'acrilammide può avvenire anche tramite fotopolimerizzazione. In questo caso si utilizza la riboflavina. Si prepara la soluzione e poi la si irradia per due o tre ore con luce intensa. La fotodecomposizione della riboflavina produce radicali liberi che danno inizio alla polimerizzazione del gel.

## Precauzioni
L'acrilammide è una potente neurotossina e nella forma non polimerizzata, è facilmente assorbita attraverso la pelle. Una volta avvenuta la gelificazione perde la sua pericolosità in quanto non è più assorbita. È per la capacità di risoluzione analitica del gel, praticamente non sostituibile da altro, che questa sostanza viene ancora utilizzata. L'uso di guanti di nitrile (non bastano i comuni guanti di lattice), di una buona mascherina e lavorare sotto cappa chimica sono condizioni indispensabili per lavorare in sicurezza.